# Michael Wenden
Pour les articles homonymes, voir Wenden.
Michael Vincent (Mike) Wenden, né le 17 novembre 1949 à Sydney, est un ancien nageur australien spécialiste du crawl. Lors des Jeux olympiques de 1968 à Mexico, il a remporté deux titres olympiques sur 100 et 200 m nage libre en établissant un nouveau record du monde sur la première épreuve.

## Biographie
À 14 ans, il devient le plus jeune nageur de l'histoire à descendre sous la minute sur l'épreuve du 100 m nage libre. Progressant régulièrement, il dispute les Jeux du Commonwealth en 1966 à 17 ans. Triple médaillé d'or lors de la compétition, il participe pour la première fois aux Jeux olympiques deux ans plus tard à Mexico. Lors de la finale du 100 m nage libre, l'Australien gagne la course et établit un nouveau record du monde en 52 s 2. Arrivé avec la sixième meilleure performance des engagés et malgré un style de nage peu académique, c'est à la surprise générale qu'il remporte cette course. Il devance le précédent détenteur du record du monde Ken Walsh et l'espoir Mark Spitz. L'Australien succède aussi au palmarès à l'Américain Don Schollander titré à Tokyo en 1964. C'est d'ailleurs devant ce nageur que Wenden remporte une seconde médaille d'or sur 200 m nage libre en battant le record olympique de l'épreuve qui ne figurait plus au programme olympique depuis 1900. À ce doublé 100 m - 200 m nage libre, Michael Wenden ajoute la médaille d'argent avec le relais australien 4 × 200 m nage libre et la médaille de bronze sur le relais 4 × 100 m nage libre. Il rate cependant une cinquième médaille en terminant au pied du podium avec le relais australien 4 × 100 m 4 nages.
Détenteur du record du monde de la discipline reine de la natation depuis les Jeux olympiques de Mexico, il conserve ce meilleur temps pendant presque deux ans avant que l'Américain Mark Spitz ne l'améliore. Il doit d'ailleurs s'effacer derrière la razzia réalisée par ce dernier lors des Jeux olympiques de 1972 à Munich où l'Australien ne termine que quatrième sur 200 m nage libre et cinquième sur 100 m nage libre. Après une dernière participation aux Jeux du Commonwealth en 1974 où il gagne une neuvième médaille d'or, il se retire de la natation.
En 2000, il est l'un des huit porteurs du drapeau olympique lors de la cérémonie d'ouverture des Jeux olympiques de Sydney.
Après sa carrière sportive, il a longtemps été gestionnaire de la piscine de Palm Beach Currumbin, de la ville australienne de Gold Coast. Il faudra attendre les Jeux olympiques de 2016 pour qu'un Australien, en l’occurrence Kyle Chalmers, remporte de nouveau le 100 m nage libre.

## Palmarès

### Jeux olympiques
- Jeux olympiques de 1968 à Mexico (Mexique) :
  -  Médaille d'or sur le 100 m nage libre (52 s 2, record du monde).
  -  Médaille d'or sur le 200 m nage libre (1 min 55 s 2).
  -  Médaille d'argent avec le relais 4 × 200 m nage libre (7 min 53 s 7).
  -  Médaille de bronze avec le relais 4 × 100 m nage libre (3 min 34 s 7).

### Jeux du Commonwealth
- Kingston 1966 :
  - 3 médailles d'or
- Édimbourg 1970 :
  - 4 médailles d'or, 1 en argent
- Christchurch 1974 :
  - 2 médailles d'or, 2 en argent, 1 en bronze

## Records
- 1 record du monde sur 100 m nage libre en grand bassin :
  - 52 s 2 le 19 octobre 1968 à Mexico.